# Dubbeltunga
Dubbeltunga är ett spelsätt för blåsinstrument vid höga hastigheter. Man formar tungan så att man säger orden "tu, ku" snabbt efter varandra samtidigt som man blåser. På sätt så kan man spela snabbt utan att behöva göra ett enskilt "blås" för varje ton. Man använder samma teknik vid spel där man använder trioler; men där 'säger' man istället orden " tu, tu, ku". Det kallas trioltunga.